# Provinz Chanchamayo
Die Provinz Chanchamayo ist eine von neun Provinzen in der Verwaltungsregion Junín in Zentral-Peru. Die Provinz ist 4723 km² groß. Provinzhauptstadt ist La Merced.

## Geographische Lage
Die Provinz Chanchamayo liegt in der peruanischen Zentralkordillere. Sie trägt ihren Namen nach einem ihrer Hauptflüsse, dem Río Chanchamayo, dessen Quellflüsse in der Anden-Sierra liegen und der nordwärts in Richtung auf die Amazonas-Tiefländer fließt und dort, nach der Vereinigung mit dem Río Paucartambo zum Río Perené wird.

## Bevölkerung
Die Einwohnerzahl betrug im Jahr 2007 168.949. 10 Jahre später lag sie bei 151.489.

## Verwaltungsgliederung
Die Provinz Chanchamoyo ist in sechs Distrikte unterteilt. Der Distrikt Chanchamayo ist Sitz der Provinzverwaltung.
| Distrikt           | Verwaltungssitz    |
| ------------------ | ------------------ |
| Chanchamayo        | La Merced          |
| Perené             | Perené             |
| Pichanaqui         | Pichanaqui         |
| San Luis de Shuaro | San Luis de Shuaro |
| San Ramón          | San Ramón          |
| Vitoc              | Vitoc              |

## Wirtschaft
Die Provinz Chanchamoyo ist bekannt für ihren Anbau von hochwertigen Kaffeesorten.